# دائرة أم الطوب
دائرة أم الطوب إحدى دوائر ولاية سكيكدة.
مقرها أم الطوب.
تبلغ مساحتها 179.38 كم² يقطنها 31089 نسمة (أي بكثافة سكانية تقدر بـ 173 نسمة /كم²).
وتضم كل من بلديات :
- أم الطوب